# Kalendarska godina
Kalendarska godina je izraz koji označava razdoblje između dva dana s istim nazivom u određenom kalendarskom sustavu.
U gregorijanskom kalendaru kalendarska godina počinje 1. siječnja a završava 31. prosinca.
Trajanje kalendarskih godina se u pravilu određuje prirodnim brojem dana, što dovodi do potrebe za interkalacijom s obzirom na to da se Zemlja oko Sunca okrene u prosjeku za 365,25 dana.